# Principat
Principat je splošno uveljavljen naziv za državno ureditev, ki jo je v Rimskem cesarstvu vzpostavil prvi cesar Gaj Avgust Oktavijan (vladal 27 pr. n. št.-14 n. št.). Končal se je leta 284, ko je po krizi tretjega stoletja, v kateri so se na rimskem prestolu stalno menjavali cesarji uzurpatorji, ki so jih kar po vrsti samovoljno proglašali  vojaki po celem cesarstvu, na rimski prestol prišel cesar Dioklecijan. Principat se je z Dioklecijanovimi državnimi in družbenimi reformami, ki jih je dopolnil njegov naslednik Konstantin Veliki, pretvoril v dominat, ki se je končal z propadom Zahodnorimskega cesarstva leta 476.
Za principat je značilno usklajeno prizadevanje cesarjev, da bi ustvarili vtis formalnega nadaljevanja Rimske republike. V praksi je bil principat obdobje nekakšnega razsvetljenega absolutizma z občasnimi odkloni v kvazi-ustavno monarhijo. Cesarji so se trudili, da ne bi pretirano razkazovali svoje moči in so običajno spoštovali pravice državljanov, čeprav jih za to nikoli ni obvezoval noben zakon.
Izraz principat izhaja iz latinske besede princeps, ki pomeni glavni ali prvi.

## Vzpostavitev principata
Po dolgem obdobju državljanskih vojn v 1. stoletju pr. n. št. se je cela italska družba začela prizadevati za mir in Pax Romana je postal moto, ki je združil različne plasti rimske družbe. Najbolj aktivni Oktavijanovi nasprotniki so bili v vojnah ubiti, tisti, ki so preživeli, pa so bili politično oslabljeni in demoralizirani. Nemiri in vojne so prispevali tudi k popularizaciji ideje o srečnih preteklih časih in preprostem življenju pobožnih prednikov. V skladu s temi težnjami se je obnašal tudi  Oktavijan, ki je kmalu po vrnitvi v Rim leta 29 pr. n. št. začel obnavljati templje.
V Rim se je vrnil kot edina oseba, ki je imela vojaško moč v celem cesarstvu in je lahko uredila politične razmere v državi. Vojaška moč seveda ni bila združljiva z urejenimi političnimi procesi, ki jih je želel spodbuditi, poleg tega pa  mu je bila očitno zoprna tudi vloga vojaškega despota. Od te vloge so ga odvračale predvsem usoda Julija Cezarja, močna želja po legitimnosti in ugledu in spoštovanje do običajev prednikov. Po lastnih besedah je želel postati "ustvarjalec najboljše možne civilne vlade". Svoj položaj je poskušal urediti tako, da bi bil splošno sprejemljiv in da v njem  ne bi bilo prostora za nasilno brezzakonje. Njegovi pragmatične rešitve niso zagotovile samo stabilnosti in kontinuitete, ampak so tudi spoštovale republikanske tvorbe  in tradicije, kolikor je bilo mogoče.
Strah med državljani je popustil, ko je Oktavijan ukazal masovno demobilizacijo vojakov, njihova upanja pa so še narasla, ko je organiziral redne volitve za konzule. Leta 29-28 pr. n. št. je skupaj s svojim vplivnim pomočnikom Markom Vipsanijem Agripo izvedel popis rimskega prebivalstva, prvega po letu 70 pr. n. št.. V popis je spadal tudi vpis prebivalcev v centurijske komisije. Na volitvah je bil Oktavijan izvoljen  za konzula in kot tak reformiral sestavo senata, v katerega so Cezar in triumvirji pripeljali svoje pristaše, v glavnem iz vrst  vitezov in centurionov, tako da se je število senatorjev povzpelo na tisoč. Iz senata je izključil vse, ki po svojem poreklu niso spadali v senatorske vrste, in s tem okrepil ugled senatorskega položaja. Seveda je pri tem izkoristil priložnost in iz senata izključil tudi Antonijeve pristaše. Na novem seznamu senatorjev je bilo njegovo ime na prvem mestu, od tod tudi njegov naslov princeps senatus – prvak senata ali "prvi med enakimi".
V obdobju republike princepsi senata nisu imeli nobenih posebnih pooblastil, razen da so v senatu lahko glasovali prvi in da so imeli zaradi svojega ugleda včasih pomemben vpliv na zunanjo in notranjo politiko (na primer Kvint Fabij Maksim, Scipion starejši in drugi). Oktavijanov naslov seveda ni pomenil samo prvega v senatu, ampak tudi prvega v državi, zato je takšna državna ureditev  dobila  naziv principat.
17. januarja 27 pr. n. št. je Oktavijan ponudil rimskemu senatu, da se odreče vseh svojih pooblastil. Senat je njegov predlog  uradno zavrnil in mu namesto tega ponudil upravljanje Hispanije, Galije in Sirije in pri tem ni upošteval Egipta, ki se je štel za Oktavijanovo osebno last. Pravica do upravljanja naj bi trajala deset let, ostali del cesarstva pa bi v tem času upravljal senat. Tri dni kasneje mu je senat, poleg drugih časti, podelil tudi častni naslov Avgust, ki pomeni vzvišeni.
Ker je bila večina vojske nameščena v Avgustovih provincah, pooblastila senata iz leta 27 pr. n. št.  niso bistveno vplivala na njegovo vojaško moč. Poleg tega je bil v vseh letih, ko je bil izvoljen za konzula (do leta 23 pr. n. št.), tudi najvišji civilni magistrat. To je pomenilo, da je bil kljub temu, da je po njegovih lastnih besedah dal "državo na razpolago  rimskemu senatu in prebivalcem Rima" (rem publicam ex mea potestate in senatus populique Romani arbitrium transtuli), še vedno izredno močan. Zelo veliko mu je bilo do tega, da bi se približal kasti senatorjev, ker je ugotovil, da se brez njih ne da upravljati države.
Njegova monopolizacija konzulskega položaja je razdražila del senatorjev, zato je leta 23 pr. n. št. uvedel nekaj sprememb: umaknil se je s položaja konzula in ga ni nikoli več zasedel, razen v posebnih okoliščinah in z omejenimi pristojnostmi leta 5 pr. n. št. in ponovno leta 2 pr. n. št., in namesto tega dobil tribunska pooblastila (tribunicia potestas). Ker je kot Cezarjev posvojenec postal član  patricijske družine in zato ni mogel postati ljudski tribun, mu je senat s tribunskimi pooblastili podelil vse pravice in privilegije ljudskega tribuna. Pooblastila so kasneje potrdili tudi komiciji. Avgust je imel že od leta 36 pr. n. št. nekaj tribunskih pooblastil, zdaj pa je dobil vsa in še nekaj dodatnih, na primer pravico so sklica senata po lastni presoji in prednost pri predstavitvah novih zadev na sejah senata. S tribunskimi pooblastili je lahko skliceval tudi ljudske skupščine in sodeloval pri njihovem delu.
Ureditev iz leta 23 pr. n. št. je imela še eno prednost: ker je bil ljudski tribun tradicionalno povezana z zaščito državljanov, je bilo malo verjetno, da bi Oktavijanova pridobitev te pristojnosti izzvala nasprotovanje opozicije. Pooblastila so mu izdali za eno leto in jih redno obnavljali, potem pa so mu jih podelili za večno. Ker so bila pooblastila letna in večna, so postala odlično orodje za štetje let njegove vladavine in vladavin kasnejših cesarjev. Vladavine so se  uradno začele z letom, ko je cesar prvič dobil tribunska pooblastila.
Takšna ureditev je vzpostavila tudi pravno podlago za Avgustovo upravljanje podeljenih ozemelj (provincia).  Senat mu je poleg tribunskih podelil tudi  konzulska pooblastila (Imperium proconsulare), ki so bila časovno omejena na deset let, vendar so se samodejno obnovila vsakič, ko so se iztekla.  Prokonzulska pooblastila so veljala tudi v Italiji, v samem mestu Rimu in znotraj pomerija in so bila višja (maius) od pooblastil katerega koli magistrata. Avgustov položaj je bil edinstven in neprimerljiv s katerim koli drugim  položajem v državi. Avgust se kljub temu ni skliceval na  pooblastila Imperium proconsulare majus, ampak je kot osnovo za svoj vodilni položaj v državi poudarjal tribunska pooblastila.
Po letu 23 pr. n. št. se Avgustov položaj ni bistveno spremenil. Cesarju se ni zdelo potrebno, da bi zasedel položaje, ki so v obdobju republike imeli izredna pooblastila, na primer položaji diktatorja, doživljenjskega cenzorja ali trajnega konzula, čeprav so mu jih ponujali. Časti kljub temu ni manjkalo. Leta 19 pr. n. št. je dobil nekaj dodatnih konzulskih pravic in pristojnosti, da njegov imperium v nobenem primeru ni mogel biti manjši od konzulskega. Leta 12 pr. n. št.  je po Lepidovi smrti postal pontifex maximus (vrhovni svečenik), leta 8 pr. n. št. so po njem imenovali osmi mesec rimskega koledarja, leta 2 pr. n. št. pa je dobil naslov Pater patriae (oče domovine), ki mu je bil še posebej všeč in je v državi pomenil približno tisto, kar je v družini pomenil pater familias (oče družine). Občasno je prevzel tudi posebne naloge, na primer nadzor nad oskrbo Rima z žitom in vodo, vzdržavanjem javnih zgradb, vključno s templji, regulacijo Tibere, policijo in gasilci in vzdrževanjem cest v Italiji.
Pod Augustom se je spremenil tudi pomen naslova imperator. V republiki se je naslov podeljeval vojskovodjem,  ki so zmagali v pomembni bitki in je trajal od zmage do proslave triumfa. Zadnji doživljenjski naslov imperatorja je imel Sula, Avgust pa je v vključil v svoje ime, s čimer je želel poudariti svojo posebno in osebno povezavo z vojsko. Naslov imperator je kmalu začel pomeniti vrhovno vojaško oblast.

## Državna uprava

### Položaj senata
Avgust je na senat gledal kot na državno telo s pomembnimi funkcijami. Senat je sprejemal manj tujih delegacij kot prej, njegov ugled in avtoriteta pa so bili na videz nedotaknjeni. Njegovi člani so se imenovali na najvišje državne položaje, njegove odločitve pa so bile zavezujoče, četudi se niso imenovale zakoni.  Kmalu je postal tudi vrhovno sodišče, na katerega razsodbe pritožbe niso bile mogoče.  Upravljal je stare in umirjene province, uradno tudi državno blagajno,  in izbiral magistrate. Iz senata je formalno izvirala tudi oblast cesarjev.
Njegova moč je bila v resnici mnogo bolj skromna. V senatskih provincah je bilo zelo malo vojakov, kmalu pa je izgubil nadzor tudi nad njimi, zato se je zelo težko zoperstavil Avgustovim željam in zahtevam. Resnično moč je imel Avgust, ki je nadziral državne finance in članstvo v senatu, saj je bila od njega odvisna kariera vsakega senatorja. Avgust je senat cenil kot telo, ki je predstavljalo rimski duh in izročilo in je kot tako predstavljalo rimsko javno mnenje. Do senata je bil zato zelo pazljiv. Vnaprej je predvideval njegove reakcije in se spretno izogibal konfliktom in ga redno obveščal o svojih dejavnostih. Cesarski svet (consilium principis), ki je bil njegovo svetovalno telo, so sestavljali konzuli, nekaj magistratov in petnajst senatorjev, katere so vsakih šest mesecev izbirali z žrebom.

### Vloga skupščin
Rimske skupščine (comitia, mn. comitiae) so se sestajale tudi med Avgustovo vladavino in sprejemale zakone, ki jih je predlagal Avgust (leges Iuliae) ali drugi magistrati. Na volilnih skupščinah se je glasovalo samo za tiste kandidate, ki jih je skladno s svojo pravico do priporočanja (ius commendationis) predlagal Avgust. Volilne skupščine so zato izgubile svoj politični pomen in so se kmalu po Avgustovi smrti leta 14 prenehale sestajati. Zakonodajne skupščine so se včasih sestale tudi kasneje, vendar niso imele skoraj nobenega vpliva na državno zakonodajo.

### Položaj magistratov
Pod Avgustom so se obdržale tudi vse magistrature in položaj konzula je bil še vedno cilj vseh senatorjev. Da bi zadovoljili častihlepje senatorjev, so od leta 5 pr. n. št. za vsako leto izvolili več konzulov in ne samo dva. Redna konzula (consules ordinarii) sta zasedla svoja položaja 1. januarja in dala ime tekočemu letu. Za njima so se zvrstili še drugi pari konzulov (consules suffecti). Cenzura je izgubila svoj prejšnji pomen, ker je Avgust trikrat zapored kar sam opravil popis državljanov. Število  pretorjev se je zmanjšalo na deset, pri čemer so se razširile njihove pristojnosti, njihova celotna dejavnost pa je bila odvisna od princepsa. Najtežja kazniva dejanja so obravnavale stalne sodniške komisije (quaestiones perpetuae), Avgust pa je po pooblastilih Imperium majus obravnaval kazniva dejanja v Rimu in izrekal smrtne kazni. V nekaterih primerih so bile možne pritožbe, naslovljene  na cesarja kot najvišjo sodno instanco v državi. Do leta 5 pr. n. št. se je ustalila praksa, da je pretorje in konzule imenovala posebna komisija senatorjev in vitezov in da so njihovo izbiro avtomatsko potrdile centurijske skupščine. Senatorji svojih najpomembnejših funkcij niso opravljali v času, ko so bili na položajih magistratov, ampak takrat, ko so zasedli pomembne plačane civilne ali vojaške položaje, ali celo oboje, včasih tudi daleč od Rima. Iz vrst senatorjev so se izbirali prefekti Rima, ki so obstajali že v obdobju Rimskega kraljestva, v republiki pa so jih ukinili. Glavna naloga prefekta je bila ohranjanje reda v Rimu. Med Avgustovo vladavino se prefekti niso imenovali redno, pod kasnejšimi cesarji pa so dosegli velik vpliv. Iz senatorskih vrst so se izbirali tudi guvernerji cesarskih provinc propretorskega ranga (legatus pro praetore).  

### Vitezi
Senatorji seveda niso mogli zasesti vseh položajev v državni upravi ali zato, ker so bili preponosni, ali zato, ker jih je bilo premalo. Nekateri položaji so se jim zdeli ponižujoči in so jih zato prepuščali osvobojencem in celo sužnjem. Nekatere so prepustili vitezom (equites), ki so se kmalu razvili v pomembno državno institucijo, ker je Avgust menil, da mora biti članstvo v viteškem razredu dostopno vsem sposobnim in uglednim rimskim državljanom z uglednim poreklom. Cesarstvo je kmalu imelo množico vitezov, ki so sicer spadali v nižji družbeni razred, vendar so lahko upali na uspešno kariero. Vitez, ki je služboval kot nižji  častnik (militiae equestres), je lahko postal cesarjev prokurist z različnimi zadolžitvami in nazadnje eden od vplivnih prefektov vojnega ladjevja, policije, gasilske službe, nabave žita, Egipta ali pretorijske straže. Takšne viteške kariere so postale običajne šele pod Klavdijem I. (vladal 41-54), čeprav je sistem zasnoval že Avgust, ki je na pomembne položaje imenoval tudi viteze in postavil temelje državnega upravnega aparata. Vitezi so imeli še eno pomembno vlogo: ker se je senatorski stalež postopoma zmanjševal, ga je bilo treba dopolnjevati s pripadniki  nižjih družbenih slojev, večinoma z vitezi. Glede na to, da viteški stan ni bil omejen samo na prebivalce Rima ali Italije, so se v senatu pojavili tudi neitalski senatorji, v Avgustovem času predvsem iz zahodnih provinc.

## Italija in Rim pod Avgustom
Stara rimska fraza  "Senat in rimsko ljudstvo" (senatus populusque Romanus, SPQR) se je ohranila, vendar je izgubila svoj  smisel, ker je se njen del "populusque Romanus" zdaj pravzaprav nanašal na cesarja. "Rimsko ljudstvo" je postalo "italsko ljudstvo", utelešeno v Avgustu. Da bi zmanjšal tveganje upora ljudstva v Rimu, je cesar brezplačno delil žito, priložnostno poklanjal denar (congiaria) in prirejal različne zabave, prave moči pa ljudstvu ni dal. Po letu 5 pr. n. št. se je udeležba prebivalstva v javnem življenju omejila samo še na prisostvovanje na formalnih sejah skupščin, kjer so zgolj potrjevali drugje sprejete odločitve. Omejevanje je nazadnje privedlo do tega, do so razlike med prebivalci Italije in prebivalci provinc povsem izginile. Pod Avgustom se je kljub temu še vedno uporno poudarjala večvrednost Italije.
Glavna Avgustova skrb je bila resnično Italija. Cesar je odpravil zakone iz obdobja triumvirata in vsi rimski državljani so dobili dostop do Avgustovega prizivnega sodišča. Prizivno sodišče kot najvišja sodna instanca je bilo ustanovljeno leta 30 pr. n. št. in je zamenjalo pravico do sklicevanja na ljudstvo iz Rimske republike. Za cesarjevo fizično varnost so skrbele njegove pretorijske in mestne kohorte,  njegovi uradniki so skrbeli za dovolj velike količine žita v Rimu, on sam pa je s pomočjo sodelavcev organiziral gadnjo monumentalnih zgradb po italskih mestih, katerih impresivne ruševine so se ohranile. Njihova gradnja je nedvomno zmanjševala brezposelnost, predvsem med rimskim proletariatom, sicer pa gospodarstvo ni veliko vplivalo na Avgustove odločitve. Carinske tarife, na primer, niso bile uvedene zaradi zaščite domačega gospodarstva, ampak kot davek, ki se je stekal v cesarsko blagajno. V pogojih, ki jih je ustvaril, sta lepo cvetela  trgovina in obrt, predvsem proizvodnja keramike (terra sigillata) in vina.  Javne finance in denarništvo, ki sta bila pred tem v kaotičnem stanju, sta dobila trdno podlago, delno zaradi uvedbe novih davkov, delno pa zaradi stalnega subvencioniranja iz državne blagajne (aerarium Saturni) in Avgustovega ogromnega zasebnega premoženja (patrimonium Caesaris). Pomembno vlogo za razcvet italskega gospodarstva so imele tudi novozgrajene ceste. 
Avgustov velik dosežek je bila ponovna vzpostavitev morale in združitev države. Občutek za odgovornost, predvsem v upravnih krogih, je poskušal ponovno vzbuditi z reafirmacijo  italsih vrednot, na primer z zakoni proti prešuštvu, krepitvijo družinskih vezi in stimuliranjem rojevanja. Vero prednikov je poskušal oživiti z gradnjo novih svetišč in oživljavanjem starih kultov in obredov. Da bi v apatično rimsko družbo uvedel sveže ideje in energijo, je promoviral asimilacijo Italije: v senat so prišli elitni sloji iz italskih municipijev in Italija se je čvrsto povezala z Rimom. Da bi obdržal rasno čistost rimskih državljanov, je otežil osvobajanje sužnjev, tistim, ki bili osvobojeni na nezakonit  način, pa ni dal državljanskih pravic. 

### Upravljanje provinc
Po letu 27 pr. n. št. so bile rimske province razdeljene na senatske in cesarske province. Senat je upravljal stare umirjene province Afriko, Betiko, Narbonsko Galijo, Azijo in Makedonijo. Njihovi guvernerji, katerih mandat je trajal praviloma eno leto in niso poveljevali vojski, so se izbirali z žrebom. Imenovali so se prokonzuli, čeprav so bivši konzuli upravljali samo Azijo in Afriko, ostale province pa bivši pretorji. Druge province (Sirija, tri province v Galiji, severne pokrajine Hispanije in druge) so bile cesarjeva provincia. Njihove guvernerje je imenoval cesar. Nobeden od njih ni imel naziva prokonzul, ker je imel prokonzulsko oblast (imperium proconsulare) v njih sam Avgust. V večini cesarskih provinc je bila nastanjena vojska. Province, v katerih je bila nastanjena več kot ena legija, so upravljali bivši konzuli, province z eno legijo ali manj pa bivši pretorji. Oboji so se imenovali legati Augusti pro praetore (Augustovi legati s pooblastili pretorja). Nekaj cesarskih provinc  so upravljali tudi vitezi, običajno z naslovom prokuratorja, včasih tudi prefekta. Judeja je bila na začetku našega štetja viteška provinca pod uporavo Poncija Pilata. Egipt se je obravnaval kot cesarjeva zasebna last in je zato imel poseben položaj. Poseben položaj je zato imel tudi prefekt Egipta, ki je bil vitez, a je kljub temu poveljeval legijam. 
Razdelile so se tudi državne finance. Poleg stare državne blagajne (aerarium), s katero je razpolagal senat, se je postopoma razvila posebna cesarska blagajna (fiscus), ki se je kasneje povsem ločila od erarija. V erarij so se stekali prihodki iz senatskih provinc,  v fisk pa prihodki iz cesarskih provinc.  Senatska blagajna je kovala bakren, cesarska pa  srebrn in zlat denar. Erarij je bil v veliki meri odvisen tudi od cesarja, ker ga je subvencioniral s prispevki iz svojih prihodkov. 
Province so plačevale davek, s katerim so se izplačevale plače vojakov, razne donacije cesarjevim prijateljem, vzdrževal dvor in plačevala javna dela. Občasni popisi prebivalstva, v katerih se je natančno popisalo tudi premoženje provinc, so bili osnova za dva neposredna davka: davek na zemjišče (tributum soli), katerega so plačevali lastniki zemljišč v provincah, in davek  na ostalo premoženje (tributum capitis),  ki ni bil glavarina, razen v Egiptu in nekaj drugih manjših delih cesarstva. V cesarskih provincah je oba neposredna davka pobiral cesarjev prokurator iz viteškega reda, ki je bil večinoma neodvisen od guvernerja province. V senatskih provincah so bili za finance zadolženi kvestorji, postopoma pa tudi prokuratorji. Posredne davke (vectigalia) so še vedno pobirali publicani, katere so začeli mnogo bolj strogo nadzirati, postopoma pa so tudi te zamenjali cesarski uslužbenci. 
Rimski cesarji so vojne veterane nagrajevali z naseljevanjem predvsem v veteranskih mestih v provincah. Da bi zmanjšal nevarnost zaradi njihove prisotnosti v Italiji, je enako postopal tudi Avgust. V ta namen je v celem cesarstvu v samo nekaj desetletjih ustanovil več kot 120 novih naselij – kolonij (coloniae), kar se do tedaj še ni zgodilo. Vsi prebivalci kolonij so bili rimski državljani. Mestne magistrature in način življenja so bili organizirani večinoma po rimskem vzoru. Nekatere kolonije so bile celo oproščene plačevanja neposrednih davkov, s čimer so se še bolj približale svojim italskim vzorom. 
V municipijih so rimske državljanske pravice dobivali samo magistrati. V Afriki  so po Hadrijanu te pravice nekod dobivali samo člani lokalnega senata. Na ta način je rimsko državljanstvo postopoma dobila vsa lokalna aristokracija. Rimske oblike lokalne uprave so z lokalnimi statuti kasneje dobili tudi municipiji. 
Mestna središča, katerih prebivalci so bili popolnoma izključeni iz rimskega državljanstva, so se imenovala civitates. Imela so nekaj lokalne samourave pod nadzorom guvernerja province. Na zahodu so mnogi civitates nazadnje dobili status municipija s prvobitnimi italskimi magistraturami (duoviri in aediles), ki so tvorile kolegij (quattuorviri), in senat (curia ali ordo), ki je običajno štel sto članov. Ves zahodni del cesarstva je kmalu prišel pod upravo omenjenih treh vrst mestnih središč, brez katerih centralna oblast ni mogla uspešno delovati. Mestna središča so imela pomembno vlogo tudi pri širitvi rimskega gospodarskega in kulturnega vpliva, predvsem v zaostalih področjih cesarstva. Na vzhodu so takšna središča z enako vlogo in lastno kulturo in obliko uprave obstajala že prej.
Avgustova politika ni bila do vseh provinc enaka.  Stare in umirjene province so dobile posebne ugodnosti. Zakupi za pobiranje davkov se s spremembami v davčnem sistemu niso bili povsem spremenili, spremenila pa se je njihova vsebina, ker so del davkov pobirali neposredno Avgustovi prokuratorji. Poenostavil se je postopek za preučevanje obtožb za izsiljevanje, medtem ko je v novousvojenih provincah še vedno potekalo surovo izkoriščanje lokalnega prebivalstva, ki je pogosto sprožilo upore, na primer v Hispaniji leta (24―19 pr. n. št.), Panoniji (6―9 pr. n. št.) in Germaniji (9. pr. n. št.). 
Province so v principatu kljub temu načelno živele bolje kot v Republiki, ker so se guvernerji imenovali samo s soglasjem cesarja. Ker se je cesar imel za nekakšnega očeta in zaščitnika tudi provincijskega prebivalstva, so slabi in nasilni guvernerji lahko pričakovali izgubo cesarjeve naklonjenosti, konec svoje kariere in celo kakšno težjo kazen.

### Vojska
Eden od temeljev  Avgustove oblasti je bilo vrhovno poveljstvo rimske vojske. Vsi vojaki, ki so se bojevali pod Avgustom, niso bili demobilizirani istočasno. Demobilizirani so dobili zemljo, okoli 250.000 vojakov, ki so tvorili več kot polovico armade, pa je bilo prerazporejenih v province, ki so potrebovale vojaško zaščito. Ohranila se je tudi vojna mornarica, brez katere bi po Sredozemlju zagospodarili gusarji. 60 legij, ki jih je imelo cesarstvo v času bitke pri Akciju, se je zmanjšalo na 28. Vse legije so postale stalne formacije s svojimi številkami in imeni.
Rimska vojska je postala stoječa in najemniška. Njeno jedro so tvorile legije rimskih državljanov, katerih služba je leta 63 pr. n. št. trajala šestnajst let in je bila leta 52 pr. n. št. podaljšana na dvajset let. Po izteku vojaškega roka niso vsi vojaki dobili "časnega odpusta od dožnosti" (honesta missio), ampak so jim služenje podaljšali za nedoločen čas. Glavni razlogi za podaljšanje so bile težave z rekrutiranjem novih vojakov, želja, da se v vojski zadržijo izkušeni in disciplinirani vojaki, in zahteva, da se odpuščenim vojakom izplača odpremnina v denarju ali zemlji. Načelo, da legije sestavljajo rimski državljani, se je ohranilo. Avgustovi legionarji so bili večinoma iz Italije in rimski državljani iz provinc. Ponekod, predvsem na vzhodu, se je to načelo včasih obšlo, tako da so vojaki iz provinc ob sprejemu v legijo dobili rimsko državljanstvo. Pod Avgustom so bili vsi rimski državljani kljub temu teoretično še vedno dolžni služiti v legijah, v praksi pa se je tudi kasneje načelo uporabljalo samo v obobjih kriz. 
Legije stoječe vojske niso bile nastanjene v Italiji, ampak tam, kjer se je vojskovalo, in tam, kjer je bil mogoč izbruh vojn, se pravi v Galiji, Hispaniji, Podonavju, Siriji, Egiptu in Afriki, kjer so bila na mejah cesarstva naseljena bojevita ljudstva. Vojaki so živeli v stalni pripravljenosti v utrjenih, vendar začasnih taborih. V praksi se je mnogo taborov preoblikovalo v stalna prebivališča.
Poveljevanje v vojski je ostalo nespremenjeno. Tradicijo in disciplino so še naprej predstavljali centurioni, ki zaradi političnih razlogov niso bili stalno vezani na isto legijo in so jih pogosto premeščali. Tisti, ki so se posebej izkazali, so lahko računali na povišanje v viteški red in nadaljenje napredovanje. Vojni tribuni so  spadali k višjemu poveljniškemu osebju in so bili zato iz vrst senatorjev. Legija je bila podrejena cesarjevemu legatu s položajem pretorja (legatus pro praetore), ki je bi listočasno guverner province, ali posebnemu legatu  (legatus Augusti legionis).  Legati so na svojih položajih redko ostali več kot eno leto. 
Avgust je poleg legij, ki so bile nameščene izven Italije, ustanovil tudi več vojaških enot, ki so skrbele predvsem za njegovo osebno varnost. Posebne enote (cohors praetoria) so spremljale tudi vse aktivne poveljnike vojaških enot. Avgusta je kot vrhovnega poveljnika vojske v Rimu čuvalo devet, kasneje pa deset kohort po tisoč vojakov. Njihovo službovanje je trajalo šestnajst let. Pretorijskim kohortam je poveljeval  pretorijski prefekt (praefectus praetorio). V Rimu so bile tudi tri mestne kohorte (cohortes urbanae), ki so opravljale nekakšno policijsko službo, in sedem kohort gasilcev (cohortes vigilum).  Cesarsko palačo so varovali oboroženi barbari, predvsem Germani, ki niso spadali v vojsko, ampak k cesarskemu dvoru.
Poleg osnovnih vojaških enot so obstajale tudi pomožne enote (auxilia), v katerih so bili izključno vojaki iz provinc.  Sestavljene so bile iz konjeniških in pehotnih polkov (alae et cohortes) po tisoč ali petsto vojakov, katerim so poveljevali rimski častniki iz viteškega reda. Njihovi vojaki so po petindvajsetih letih službovanja postali romski državljani.
Rimsko cesarstvo je imelo tudi stalno vojno mornarico. Del nje je bil zasidran v Misenu v Neapeljskem zalivu v južni Italiji, drug del pa pri Raveni v Jadranskem morju. Posadke so sprva sestavljali sužnji, kasneje pa rimski državljani iz nižjih družbenih razredov. Častniki so bili iz reda vitezov. Ladjevje ni bilo veliko, saj število veslačev, mornarjev in vojakov verjetno ni presegalo števila deset tisoč. Ladje so bile majhne in lahke in so služile predvsem za preganjanje in zasledovanje gusarjev. Službovanje v mornarici je trajalo osemindvajset let. 
Vojska in vse dejavnosti v zvezi z njo so bile popolnoma izvzete iz pristojnosti senata, skupščin in magistratov. Z njo se je ukvarjal izključno cesar. Imenoval je legate vojaške uprave v cesarskih provincah, poveljnike legij in pomožnih kohort ter tribune in prefekte, ki so poveljevali v konjenici. Vsi poveljniki so bili iz viteških ali senatorskih vrst. Avgust je imel tudi izključno pravico premeščanja vojaških enot, določanja njihovih vojaških in civilnih nalog, med katere sta spadala na primer gradnja cest in mostov. Cesar je tudi izplačeval vojaške plače. Plača legionarja je bila za polovico manjša od plače pretorijskega gardista, vendar večja od plače pripadnika pomožnih enot. Cesar je tudi določal in izplačeval odpremnine vojnim veteranom. V ta namen je imel posebno vojaško blagajno (aerarium militare), v katero je prispeval tudi veliko svojega lastnega denarja. 

## Principat po Avgustu
V 175 letih po Avgustovi smrti je principat samo v drugi polovici let doživel nekaj manjših sprememb. Leto 69, znano kot leto štirih cesarjev, je bilo za cesarstvo resno opozorilo, kaj se lahko zgodi, če nekaj premožnih posameznikov v odsotnosti cesarja doseže neomejeno moč. Cesar je bil očitno še kako potreben, zato so bili prebivalci pripravljeni sprejeti tudi slabšega cesarja, četudi so vedno upali na dobrega. 
Poleg tega izbiranje princepsov ni bilo več omejeno samo na Julijsko-klavdijsko rodovino. Velik dosežek Flavijcev  je bil, da so vojake in višje družbene razrede pripravili na to, da so poleg njih tudi drugi za cesarja primerni kandidati. Zase so pogosto obdržali konzulat in cenzuro, kar je njihovi družini, ki ni bila najbolj uglednega porekla, dvignilo ugled in dalo videz prave cesarske družine. K temu je veliko pripomoglo tudi poboženje Flavijcev Tita in Vespazijana in izumrtje starih republiških družin, saj je do leta 69 večina njihovih potomcev umrla naravne smrti ali v cesarskih pregonih. Po Flavijcih je poreklo cesarja  postalo povsem nepomembno. Domicijan in njegovi nasledniki svojega ugleda niso več dokazovali s posedovanjem konzulata, ampak so plemenitost družine poudarjali s poboževanjem njenih pokojnih članov: Trajan je pobožil svojo sestro, nečaka in očeta, Antonin Pij ženo itd.

### Absolutistične tendence
Pod Flavijci in Antonini je principat začel dobivati podobo monarhije. V cesarskem naslovu se je začela omenjati prokonzulska oblast, katere se je Avgust izogibal, v uradnih listinah pa se je cesar začel naslavljati z  dominus noster (naš gospod ali gospodar). Spremembe dokazuje tudi razvoj državne zakonodaje:  cesar je imel od samega začetka principata pravico do sprejemanja zakonov, četudi pravica ni bila formalizirana z nobenim zakonom, v času Antonina Pija pa so pravni učbeniki že enoglasno trdili, da so vse cesarjeve odločitve obvezujoče. Na začetku so cesarji svoje zakone običajno izdajali kot sklepe senata, kmalu po letu 100 pa se zakonodajna skupščina ni več sestajala in senat se ni več trudil, da bi svoje dekrete zavil v pravni jezik, ampak je dobesedno ponovil govor, v katerem je cesar oznanil  svojo odločitev.  Po Hadrijanu magistrati niso več mogli s svojimi pravnimi interpretacijami spremeniti obstoječega prava, ker je "Večni edikt" postal zakonik, ki ga je lahko spremenil samo cesar. Do leta 200 so učeni pravni izgubili pravico, da izrekajo obvezujoče razsodbe o spornih vprašanjih (responsa prudentium), ki so jo uživali od Avgustovega časa. Cesar je medtem vedno bolj izkoriščal svoja  zakonodajna pooblastila in izdajal edikte, sodbe in uredbe s skupnim imenom "cesarske konstitucije" (constitutiones principum). Cesar je takšne konstitucije običajno izrekal po posvetu s svojimi prijatelji (amici Caesaris), ki so sestavljali cesarski svet. Konstitucije so bile v vsakem primeru obvezujoče za vse, s čimer se je odprla pot za kasnejši dominat, ki se je začel leta 284.

### Politično življenje
Cesarju Avgustu je bilo že na začetku povsem jasno, da bo nemogoče v nedogled prikrivati cesarjevo superiornost, ki je izhajala iz stalnega kopičenja moči. Avgustovo vladanje v zadnjih letih njegove vladavine se je zelo malo razlikovalo od Vespazijanovega ali vladanja tako imenovanih petih dobrih cesarjev. Tako kot on so tudi drugi člani Julijsko-klavdijske dinastije brez zadržkov poudarjali svojo dominacijo. Za njihovo vladavino je kljub temu značilno, da je imela predvsem civilni značaj. Med njimi so bili tudi sposobni vojskovodje, ki kljub temu niso bili vojni despoti, za kar je v veliki meri zaslužna stara republiška tradicija, po kateri je državnik lahko imel civilna in vojaška pooblastila. Takšno stanje se je začelo spreminjati med vladavino cesarja Hadrijana, ki je ločil civilno in vojaško sfero. V 3. stoletju se je kmalu pokazalo, kaj pomeni imeti princepse, katerih izkušnje so bile omejene samo na vojaško področje.
S krepitvijo cesarjeve oblasti je začela usihati moč republiških institucij: krepila se je moč cesarjevih uslužbencev, moč tradicionalnih mestnih magistratov pa je začela padati. Kvestura, pretura in konzulat, ki se je medtem skrčil na dvomesečno službovanje, so postali samo stopničke do pomembnih cesarskih položajev. Guvernerji cesarskih provinc in poveljniki legij so bili rimski senatorji, ki so bili istočasno cesarski uslužbenci. V senatu je seveda gospodaril cesar, čeprav se je trudil, da bi bil do njega strpen in obziren. Cesarju se ni bilo treba prav pogosto posvetovati s senatom in se je verjetno raje  naslanjal na svoj cesarski svet, v katerem so bili od 2. stoletja stalno zastopani tudi vitezi.  Flavijci in Antonini so se kljub temu vse do Komoda do senata obnašali z dolžnim spoštovanjem. Priznavali so ga kot najvišjo instanco sodne oblasti, ki je uradno potrjevala rimske cesarje,  in mesto, na katerem so dobivali razumne nasvete in informacije. Ker je bilo med člani  senata vedno več senatorjev iz provinc, predvsem zahodnih, je bil senat do neke mere tudi slika cesarstva kot celote. Na novoustanovljenih državnih položajih je bilo vedno več vitezov, ki so tudi na že obstoječih položajih postopoma zamenjali osvobojence.

### Rim in Italija
Rim je do 2. stoletja n. št. privlačil svobodno rojene prebivalce iz celega cesarstva. V njem je poleg njih  živelo tudi veliko osvobojencev. Priseljenci so se postopoma asimilirali in pokvarili italski značaj mesta. Večina prebivalstva je bila siromašna. Izjeme so bili samo maloštevilni cesarski osvobojenci. Nekaj podjetnih in sposobnih osvobojencev se je povzpelo celo do viteškega položaja, njihovi potomci v naslednjih generacijah pa so postali celo člani senata.
Veliki gradbeni programi Flavijcev in Antoninov niso samo popravili škode, ki so jo v Rimu povzročili požari in rušenja, ampak so tudi zmanjšali nezaposlenost. Rim so pretvorili v veličastno mesto.  Avgustov gradbeni program je bil obširen, vendar je bil osredotočen predvsem na popravilo in ponovno izgradnjo obstoječih objektov. Njegovi julijevsko-klaudijevski nasledniki so zgradili bolj malo, dokler ni velik požar omogočil Neronovih megalomanskih gradenj. Rim je prav pod Flavijci in Antonini dobil slavni Kolosej, Trajanov forum, Panteon, Hadrijanov mavzolej, Antoninovo in Favstinino svetišče, Avrelijev stolp in akvadukte, ki so mesto oskrbovali z vodo iz Kampanije.
Italija je bila mnogo manj kozmopolitska in dovršena kot Rim. Življenjske razmere v njej so bile mnogo bolj surove. Še vedno je bila gospodarica cesarstva, vendar so se razlike med njo in provincami vedno bolj zmanjševale. Njen privilegiran položaj se je še posebno zmanjšal s Hadrijanovimi reformami. Zelo nepriljubljena je bila na primer njegova odločitev, da v civilnih pravdah razsoja četvorica konzularijev, kar je Italijo izenačilo z drugimi provincami, četudi so bili ti sodniki nujno potrebni. Med vladavino Marka Avrelija je tudi Italija postala tarča napadov barbarov. Nekaj let kasneje je bila pod Septimijem Severjem v njej prvič nameščena tudi ena legija. 
Upadal je tudi gospodarski pomen Italije. Na koncu Avgustove vladavine so italska vina, olje, marmor in keramika na galskem in germanskem tržišču vedno teže konkurirala lokalnim proizvodom. Proti koncu flavijskega obdobja je Italija že uvažala velike količine proizvodov ne samo iz Galije, ampak tudi iz Hispanije.  Sredi 2. stoletja so količine hispanskih, galskih in afriških kmetijskih pridelkov v Ostiji in Rimu že presegle količino italskih.  Cesarji so te trende poskušali zaustaviti. Domicijan je na primer omejil sajenje vinske trte v provincah, Trajan in njegovi nasledniki pa so prisilili senatorje, da so del svojega kapitala vlagali v italsko kmetijstvo, četudi Italija ni bila več mesto njihovega bivanja. 

### Razvoj v provincah
Za uspešnost cesarstva niso bili vedno pomembni samo tisti ukrepi, ki so jih cesarji storili, ampak tudi tisti, ki jih niso. V nekatere zadeve se niso pretirano vmešavali. Cesarstvo je bilo velik konglomerat ljudstev in ras z različnimi verami, običaji in jeziki in cesarji so dopuščali, da živijo po svoje. Za uspešno kariero posameznika je bilo seveda koristno ali celo nujno potrebno privzemanje rimskih običajev in jezika, četudi so tudi grško govoreči državljani pogosto zasedali visoke državne položaje. V lokalni samoupravi vse to ni bilo niti pomembno niti potrebno. 
Na verskem področju se je v skladu z absolutističnimi težnjami vedno bolj uveljavljal kult cesarja, kar pa ni sprožilo zatiranja lokalnih nerimskih verstev. Izjema so bila verstva, ki so bila po rimskih normah nemoralna, na primer driudizem zaradi žrtvovanj ljudi, in tistih, ki bi lahko sprožila javne nerede, na primer krščanstvo zaradi brezkompromisnega odklanjanja vseh bogov, razen svojega. 
Število državnih uslužbencev v provincah je rasel zelo počasi, zato so velik vpliv in odgovornost v provincijskih mestih imeli bogati lokalni mogočneži. V delih Hispanije in pokrajinah ob južnem Črnem morju člani lokalnih senatov niso bili odgovorni samo za pobiranje davkov, ampak tudi za gradnjo poti in policijsko službo. Odobravali so načrte za financiranje gradenj v mestu in organizirali  festivale, sejme in podobno. Magistrati in člani lokalnih svetov so morali svojo izvolitev izdatno plačati. Kandidatov je bilo dovolj, predvsem zaradi zagovarjanja interesov  svoje skupnosti, večanja lastnega vpliva in moči in upanja za nadaljnje napredovanje, če bi jih opazil lokalni guverner ali sam cesar. Novi guvernerji so izhajali predvsem iz te provincijske elite.  
Mesta so preko svojih elit med seboj tekmovala, v mestih samih pa so med seboj tekmovale vplivne družine. Posledica tega je bila rast standardov mestnih "dobrih del", ki jih je prebivalstvo na slovesnostih v amfiteatru zahtevalo od svojih vodij. Takšna "dobra dela" so začeli vzpodbujati tudi cesarji, ki so se zavedali, da je od njih odvisen razcvet mest. Občasno so celo izdajali zakone, s katerimi so prevolilne obljube postale obvezujoče. Posledica tega je bil pojav, da v  2. stoletju lokalni aristokrati zaradi vedno strožjih predpisov niso več želeli opravljati državnih funkcij.
Glas nižjih slojev prebivalstva se je slišal vedno bolj redko. Dokler so bogati pokrivali večino lokalnih stroškov, revni prebivalci niso čutili potrebe po svoji udeležbi v javni upravi in so svoje probleme reševali preko vplivnih ljudi iz svojih skupnosti.
Rimska družba se je razdelila na samo dva sloja: višjega in nižjega, bogatega in odvisnega. Višji sloj je sestavljalo približno 600 rimskih senatorjev, 25.000 vitezov in 100.000 mestnih senatorjev, ki so predstavljali približno 2% prebivalstva. Višji sloj, katerega pripadnike so do sredine 2. stoletja imenovali "ugledneži" (honestiores), se je delil na razne stopnje dostojanstva, vendar so vsi imeli pravico do posebno pozorne obravnave na sodišču. Ostali prebivalci so se imenovali "ponižni" (humiliores). Na sodiščih so jih med zaslišanjem  lahko mučili in jih za kazen pretepli, niso pa jih mogli kaznovati z denarnimi kaznimi. Za težke zločine so bili lahko kaznovani s smrtno kaznijo, tudi na zelo okrutne načine, in izgonom. Surovo sliko razdelitve bogastva je v mestih do neke mere ublažila sicer skromna gibljivost prebivalstva. Zgodbo o uspehu so predstavljali osvobojenci, na samem dnu družbene lestvice pa so bili številni sužnji, ki so v večini mest izven Italije tvorili morda desetino prebivalstva, v Italiji precej več, v samem Rimu pa celo četrtino mestnega prebivalstva. 

### Vojska
Vojska, ki je vzpostavila "rimski mir" (pax Romana), se je kljub širjenju meja cesarstva pod Klavdijem, Flavijci in Trajanom, v primerjavi z Avgustovo  zelo malo povečala. Pod Trajanom je nekaj časa imela 31 legij, pod Flavijci in Antonini pa običajno 28 legij, dokler se ni zaradi krize na mejah cesarstva pod Markom Avrelijem povečala na 30 legij. Brez povečanja plač, ki bi pritegnile več rekrutov, ustvarjanje kakšne večje vojske sploh ni bilo mogoče. To bi lahko bil tudi eden od razlogov, da sta Hadrijan in kasneje Komod opustila načrte za nadaljnja osvajanja. 
Vojska ni služila vzdrževanju nekakšne vojne diktarure, ampak je predvsem branila meje cesarstva. Zaradi stalnega spreminjanja mest, na katerih so v državo vdirali sovražniki, je bil razpored legij drugačen kot  v obdobju Julijcev in Klavdijcev.  Pod Antoninom Pijem so imele province Panonija, Mezija in Dakija skupno deset legij, vzhodne province Azija, Sirija, Palestina in Egipt pa devet. Obe skupini provinc  sta imeli tudi svoje vojno ladjevje. Od ostalih devet legij so bile tri v Britaniji in štiri v Porenju. Tacit v svojih Analih omenja, da je bilo na prelomu 1. in 2. stoletja število vojakov v pomožnih enotah približno enako številu legionarjev, vendar se je kmalu povečalo. Ker je bilo v vsaki legiji pri polni zasedbi približno 5.000 legionarjev, je cela vojska štela približno 150.000 legionarjev. Pomožne enote so pri polni zasedbi imele približno 245.000 vojakov. Cela armada je imela torej od 375.000 do 450.000 mož.
Za vse večje število mož v pomožnih enotah sta bila predvsem dva razloga – vojaški in finančni. Pomožne enote so štele samo po 500 mož in so bile zato mnogo bolj mobilne. V njih so tudi vzpodbujali negovanje njihovih tradicionalnih vojaških veščin. Vojaki so se bili poleg tega pripravljeni vojskovati za manjšo plačo kot legionarji. Kar se legionarjev tiče, je bila tudi njihova višja plača za rekrute vedno manj privlačna. V zgodnjem cesarstvu so se legije zlahka dopolnjevale z rekruti, rojenimi v Italiji in južni Galiji. V prvi polovici 2. stoletja se se dopolnjevale z rekruti iz provinc, po Trajanu pa v glavnem z rekruti iz obmejnih provinc. Mladeniči iz notranjosti cesarstva, ki so odraščali v dolgem obdobju stalnega miru, na vojaško službo niso več gledali kot na naravni del svojega življenja. Bolj privlačne so postale službe v gospodarstvu, ki so postale tudi bolje plačane, od službovanja na mejah cesarstva. Vojska je zato postajala vse manj rimska in centralistična in vse bolj barbarska, kar se je v drugi polovici 5. stoletja izkazalo za pogubno.